# Like a Prayer
Like a Prayer ist das vierte Studioalbum der US-amerikanischen Sängerin Madonna. Es erschien im März 1989. Benannt nach dem gleichnamigen Titel erschien es im März 1989 bei Sire Records und Warner Bros. Records.

## Hintergrund
Dieses bis dahin persönlichste Album Madonnas präsentierte erstmals stark autobiographisch geprägte Texte und wagte erstmals experimentelles abseits des Mainstreams (u. a. das Duett Love Song mit Prince, die Sound-Collage Act of Contrition als konzeptuelles „Reworking“ des Titelsongs). Inhaltlich handeln die Lieder unter anderem über ihre Bindung zu ihrer Familie und ihrem katholischen Glauben. Die Produktion von Madonna, Patrick Leonard und Stephen Bray orientierte sich dieses Mal mehr am „klassischen“ Sound von Rock, Soul und Funk, aufgebaut auf eingängigen Melodien.
Geschrieben wurde der Titelsong Like a Prayer 1988, als Madonna in dem Stück Speed the Plow am Broadway auftrat und erstmals Abstand von ihrem Leben als Superstar suchte. Insgesamt sind die Themen dieses Albums eher ernst bis düster: Trennung, häusliche Gewalt, Familie, Tod, Glaube, Kindheit und Trauma. Madonna hatte zu diesem Zeitpunkt einen Scheidungskrieg mit Sean Penn hinter sich gebracht (der Song Till Death Do Us Part handelt davon). Andere Songs bearbeiten ihre traumatische Vergangenheit (Oh Father, Promise to Try), Unabhängigkeit und Emanzipation (Express Yourself), die um sich greifende AIDS-Epidemie (Pray for Spanish Eyes) oder beschwören einen utopischen Optimismus herauf (Cherish, Dear Jessie).
Die Veröffentlichung der Vorabsingle Like a Prayer geriet zu einem der größten Skandale ihrer Karriere: In dem Musikvideo von Mary Lambert beobachtet Madonna, wie eine junge Frau getötet wird und ein zur Hilfe eilender Afroamerikaner (gespielt von Leon Robinson) fälschlicherweise von der Polizei für den Täter gehalten wird. Sie flieht vor den wahren Tätern in eine Kirche, zeigt in einem Traum Stigmata an ihren Händen, küsst einen schwarzen Heiligen (auch Leon Robinson) und befreit den Afroamerikaner durch ihre Zeugenaussage aus dem Gefängnis. Im Video tanzt sie auf einem Feld brennender Kreuze. Während in den USA die brennenden Kreuze zur Absetzung und dem Boykott des Videos führten, zeigten sich europäische Länder „schockiert“ wegen der „blasphemischen Szenen“. Als Folge setzte der Hauptsponsor Pepsi den angelaufenen Werbespot mit Madonna ab und kündigte seine Mitwirkung als Sponsor ihrer geplanten Welttournee (die 5-Millionen-US-Dollar-Gage durfte Madonna behalten). Madonna: „Damals hat mein Toursponsor Pepsi Cola am meisten Probleme gemacht. Die hatten Angst wegen der erotischen Anspielungen. Aber sie haben gezahlt, sind abgehauen und das war’s.“ Das Video wurde auch in Deutschland auf MTV nur nachts ausgestrahlt. Single wie Album gerieten, auch wegen dieser eher unfreiwilligen Werbung durch die Verdammung durch Elternverbände und Kirchenvertreter, zu einem ihrer größten Erfolge.
Der spätere Filmregisseur David Fincher drehte die Aufsehen erregenden Videos zu Express Yourself und Oh Father und der Fotograf Herb Ritts inszenierte mit Cherish eins seiner ersten Videos. Die Singles platzierten sich weltweit in den Charts und verkauften sich neun Millionen Mal.

## Titelliste
1. Like a Prayer (Leonard, Madonna) – 5:39
2. Express Yourself (Bray, Madonna) – 4:37
3. Love Song (Madonna, Prince) – 4:52
4. Till Death Do Us Part (Leonard, Madonna) – 5:16
5. Promise to Try (Leonard, Madonna) – 3:36
6. Cherish (Leonard, Madonna) – 5:03
7. Dear Jessie (Leonard, Madonna) – 4:20
8. Oh Father (Leonard, Madonna) – 4:57
9. Keep It Together (Bray, Madonna) – 5:03
10. Pray for Spanish Eyes (Leonard, Madonna) – 5:15
11. Act of Contrition (Madonna) – 2:19

Demos und Outtakes
- First Is a Kiss
- Love Attack
- Supernatural (Madonna, Patrick Leonard), veröffentlicht als B-Seite zur Single Cherish. Eine spätere Remixversion erschien 1992 auf dem Red Hot + Dance AIDS-Benefit-Album.[2]

## Singleauskopplungen
| Jahr | Titel            | Höchstplatzierung, Gesamtwochen/‑monate, AuszeichnungChartplatzierungen (Jahr, Titel, , Platzierungen, Wochen/Monate, Auszeichnungen, Anmerkungen) | Höchstplatzierung, Gesamtwochen/‑monate, AuszeichnungChartplatzierungen (Jahr, Titel, , Platzierungen, Wochen/Monate, Auszeichnungen, Anmerkungen) | Höchstplatzierung, Gesamtwochen/‑monate, AuszeichnungChartplatzierungen (Jahr, Titel, , Platzierungen, Wochen/Monate, Auszeichnungen, Anmerkungen) | Höchstplatzierung, Gesamtwochen/‑monate, AuszeichnungChartplatzierungen (Jahr, Titel, , Platzierungen, Wochen/Monate, Auszeichnungen, Anmerkungen) | Höchstplatzierung, Gesamtwochen/‑monate, AuszeichnungChartplatzierungen (Jahr, Titel, , Platzierungen, Wochen/Monate, Auszeichnungen, Anmerkungen) | Anmerkungen                                                 |
| Jahr | Titel            | DE | AT | CH | UK | US | Anmerkungen                                                 |
| ---- | ---------------- | --- | --- | --- | --- | --- | ----------------------------------------------------------- |
| 1989 | Like a Prayer    | DE2 Gold · (26 Wo.)DE | AT2 (6 Mt.)AT | CH1 (17 Wo.)CH | UK1 Platin · (13 Wo.)UK | US1 ×2Doppelplatin · (16 Wo.)US | Erstveröffentlichung: 3. März 1989 Verkäufe: + 3.550.500    |
| 1989 | Express Yourself | DE3 (18 Wo.)DE | AT5 (3 Mt.)AT | CH1 (15 Wo.)CH | UK5 Silber · (10 Wo.)UK | US2 Gold · (16 Wo.)US | Erstveröffentlichung: 9. Mai 1989 Verkäufe: + 765.000       |
| 1989 | Cherish          | DE16 (17 Wo.)DE | AT16 (3 Mt.)AT | CH10 (10 Wo.)CH | UK3 (8 Wo.)UK | US2 (15 Wo.)US | Erstveröffentlichung: 1. August 1989 Verkäufe: + 35.000     |
| 1989 | Oh Father        | — | — | — | UK16 (10 Wo.)UK | US20 (13 Wo.)US | Erstveröffentlichung: 24. Oktober 1989 Verkäufe: + 200.000  |
| 1989 | Dear Jessie      | DE19 (18 Wo.)DE | AT21 (½ Mt.)AT | CH16 (3 Wo.)CH | UK5 Silber · (9 Wo.)UK | — | Erstveröffentlichung: 10. Dezember 1989 Verkäufe: + 200.000 |

## Rezensionen
Das Time Magazine wählte das Album unter die 100 besten aller Zeiten. Auch der Rolling Stone nennt das Album als eins der „besten Pop und Rock Alben aller Zeiten“ und der Titelsong wurde zu einem der besten 500 Songs aller Zeiten gekürt und 2006 als eines der „Capital Gold’s All-Time Top 500“ der britischen Charts ausgezeichnet.

## Kommerzieller Erfolg

### Chartplatzierungen
| ChartsChartplatzierungen       | Höchstplatzierung | Wochen |
| ------------------------------ | ----------------- | ------ |
| Deutschland (GfK)              | 1 (35 Wo.)        | 35     |
| Österreich (Ö3)                | 1 (29 Wo.)        | 29     |
| Schweiz (IFPI)                 | 1 (26 Wo.)        | 26     |
| Vereinigte Staaten (Billboard) | 1 (77 Wo.)        | 77     |
| Vereinigtes Königreich (OCC)   | 1 (73 Wo.)        | 73     |

| ChartsJahrescharts (1989) | Platzierung |
| ------------------------- | ----------- |
| Deutschland (GfK)         | 5           |
| Österreich (Ö3)           | 7           |
| Schweiz (IFPI)            | 5           |

### Auszeichnungen für Musikverkäufe
| Land/Region                  | Auszeichnungen für Musikverkäufe (Land/Region, Auszeichnung, Verkäufe) | Verkäufe  |
| ---------------------------- | ---------------------------------------------------------------------- | --------- |
| Argentinien (CAPIF)          | Platin                                                                 | 60.000    |
| Australien (ARIA)            | 4× Platin                                                              | 280.000   |
| Brasilien (PMB)              | 2× Platin                                                              | 500.000   |
| Deutschland (BVMI)           | 3× Gold                                                                | 750.000   |
| Finnland (IFPI)              | Platin                                                                 | 70.818    |
| Frankreich (SNEP)            | 2× Platin                                                              | 600.000   |
| Hongkong (IFPI/HKRIA)        | Platin                                                                 | 20.000    |
| Japan (RIAJ)                 | 2× Platin                                                              | 400.000   |
| Kanada (MC)                  | 5× Platin                                                              | 500.000   |
| Mexiko (AMPROFON)            | Platin · + 2× Gold                                                     | 450.000   |
| Neuseeland (RMNZ)            | 2× Platin                                                              | 40.000    |
| Niederlande (NVPI)           | Platin                                                                 | 100.000   |
| Österreich (IFPI)            | Platin                                                                 | 50.000    |
| Portugal (AFP)               | Gold                                                                   | 20.000    |
| Schweiz (IFPI)               | 2× Platin                                                              | 200.000   |
| Spanien (Promusicae)         | 4× Platin                                                              | 400.000   |
| Vereinigte Staaten (RIAA)    | 4× Platin                                                              | 4.000.000 |
| Vereinigtes Königreich (BPI) | 4× Platin                                                              | 1.200.000 |
| Insgesamt                    | 4× Gold · 38× Platin ·                                                 | 9.615.818 |

Hauptartikel: Madonna (Künstlerin)/Auszeichnungen für Musikverkäufe